# Tidszoner i USA
Der er 9 tidszoner i USA som alle er et helt antal timer forskudt fra koordineret universal tid (UTC). Det føderale trafikministerium (U.S. Department of Transportation) er ansvarlig for inddelingen i tidszoner. Der bruges som hovedregel sommertid i USA, men det er tilladt at lave lokale undtagelser og i stedet bruge standardtid hele året.

## Tidszoner i det kontinentale USA
Det kontinentale USA, dvs. området mellem Canada og Mexico, er inddelt i 4 tidszoner:

### Eastern Time Zone
Eastern Time Zone (ET, den østlige tidszone) er 5 timer efter UTC (UTC−5) ved standardtid (Eastern Standard Time, EST), og 4 timer efter UTC (UTC−4) når der er sommertid (Eastern Daylight Time, EDT). Eastern time omfatter delstaterne ved USA's Atlanterhavskyst, Ohiofloden og de store søer.
Det er Washington D.C. og de 17 delstater Connecticut, Delaware, Georgia, Maine, Maryland, Massachusetts, New Hampshire, New Jersey, New York, North Carolina, Ohio, Pennsylvania, Rhode Island, South Carolina, Vermont, Virginia og West Virginia.
Delstaterne Florida, Indiana, Kentucky, Michigan og Tennessee er delt mellem eastern time og central time.
Eastern time omfatter omkring halvdelen af USA's befolkning, og bruges ofte af nyhedsmedier som en de facto officiel tid for hele USA når de rapporter hvornår noget er sket eller er planlagt til at ske.

### Central Time Zone
Central Time Zone (CT, den centrale tidszone) er 6 timer efter UTC (UTC−6) ved standardtid (Central Standard Time, CST), og 5 timer efter UTC (UTC−5) når der er sommertid (Central Daylight Time, CDT). Central time omfatter delstaterne ved Den Mexicanske Golf, Mississippifloden og Great Plains.
Det er de 9 delstater Alabama, Arkansas, Illinois, Iowa, Louisiana, Minnesota, Mississippi, Missouri,Wisconsin. Byerne Phenix City og Smiths Station i Alabama bruger dog uofficielt eastern time fordi de indgår i storbyområdet omkring Columbus i Georgia.
Delstaterne Florida, Indiana, Kentucky, Michigan og Tennessee er delt mellem eastern time og central time.
Delstaterne Kansas, Nebraska, North Dakota, Oklahoma, South Dakota og Texas er delt mellem central time og mountain time.

### Mountain Time Zone
Mountain Time Zone (MT, bjergtidszonen) er 7 timer efter UTC (UTC−7) ved standardtid (Mountain Standard Time, MST), og 6 timer efter UTC (UTC−6) når der er sommertid (Mountain Daylight Time, MDT). Mountain time omfatter delstaterne ved bjergene Rocky Mountains.
Det er de 6 delstater Arizona, Colorado, Montana, New Mexico, Utah og Wyoming.
Delstaterne Kansas, Nebraska, North Dakota, Oklahoma, South Dakota og Texas er delt mellem central time og mountain time.
Delstaterne Idaho, Nevada og Oregon er delt mellem mountain time og pacific time.

### Pacific Time Zone
Pacific Time Zone (PT, stillehavstidszonen) er 8 timer efter UTC (UTC−8) ved standardtid (Pacific Standard Time, PST), og 7 timer efter UTC (UTC−7) når der er sommertid (Pacific Daylight Time, PDT). Pacific time omfatter delstaterne ved USA's Stillehavskyst og dele af Nevada og Idaho.
Det er delstaterne California og Washington
Delstaterne Idaho, Nevada og Oregon er delt mellem mountain time og pacific time.
Byen Hyder i Alaska bruger også også pacific time som det eneste sted i Alaska.

## Tidszoner for delstater udenfor det kontinentale USA
2 tidszoner bruges af delstaterne udenfor det kontinentale USA.

### Alaska Time Zone
Alaska Time Zone (AKT, Alaskatidszonen) er 9 timer efter UTC (UTC−9) ved standardtid (Alaska Standard Time, AKST), og 8 timer efter UTC (UTC−8) når der er sommertid (Alaska Daylight Time, AKDT). Alaska time bruges i Alaska med undtagelse af øgruppen Aleuterne vest for længdegraden 169°30′W som bruger Hawaii–Aleutian Time, samt byen Hyder som bruger pacific time.

### Hawaii–Aleutian Time Zone
Hawaii–Aleutian Time Zone (Hawaii-aleutisk tidszone) er 10 timer efter UTC (UTC−10) ved standardtid (Hawaii-Aleutian Standard Time, HST), og 9 timer efter UTC (UTC−9) når der er sommertid (Hawaii-Aleutian Daylight Time, HDT).
Hawaii–Aleutian time bruges i Hawaii og på den del af øgruppen Aleuterne tilhørende Alaska som ligger vest for længdegraden 169°30′W. Hawaii bruger ikke sommertid.

## Tidszoner brugt uden for delstaterne
3 tidszoner bruges af beboede områder tilknyttet USA, som ikke er delstater.

### Atlantic Time Zone
Atlantic Time Zone (AT, den atlantiske tidszone) er 4 timer efter UTC (UTC−4) ved standardtid (Atlantic Standard Time, AST), og 3 timer efter UTC (UTC−3) når der er sommertid (Atlantic Daylight Time, ADT).
Atlantic time bruges af Puerto Rico og de Amerikanske Jomfruøer. Ingen af disse områder bruger sommertid.

### Samoa Time Zone
Samoa Time Zone (Samoatidszonen) er 11 timer efter UTC (UTC−11) ved standardtid (Samoa standard time, SST).
Samoa time bruges af Amerikansk Samoa. Amerikansk Samoa bruger ikke sommertid.

### Chamorro Time Zone
Chamorro Time Zone (Chamorrotidszonen) er 10 timer foran UTC (UTC+11) ved standardtid (Chamorro Standard Time, ChST).
Chamorro time bruges af Guam og Nordmarianerne. Ingen af disse områder bruger sommertid.

## USA's ydre småøer
USA's ydre småøer ligger uden for de navngivne tidszoner i USA:
- Baker Island og Howland Island er i UTC−12
- Wake Island er i UTC+12
- Navassa Island, Bajo Nuevo Bank og Serranilla Bank er i UTC−5
- Jarvis Island, Midwayøerne, Palmyra Atoll og Kingman Reef er i UTC−11
- Johnston Atoll er i UTC−10

## USA's stationer på Antarktis
- Forskningsstationen Palmer Station på Antarktis er i UTC−03
- McMurdo Station og Amundsen–Scott South Pole Station på Antarktis er i UTC+12

## Sommertid
Der bruges sommertid i det meste af USA. Siden 2007 har man skiftet til sommertid den anden søndag i marts, og skiftet tilbage til standardtid den første søndag i november. De eneste delstater i USA som ikke har sommertid er Arizona og Hawaii. Men selvstyreområdet Navajo Nation som ligger delvist i både Arizona, Utah og New Mexico har sommertid i hele deres område inklusive delen i Arizona. Hopi-reservatet som ligger i Arizona som en enklave inden i Navajo Nation har ligesom Arizona ikke sommertid.